# Prison de Brixton
HM Prison Brixton
La prison de Brixton (en anglais : HM Prison Brixton) est une prison britannique pour hommes de catégorie B située dans la commune de Brixton, dans le district de Lambeth au sud de Londres. La prison est un établissement public géré par le His Majesty's Prison Service.  

## Histoire

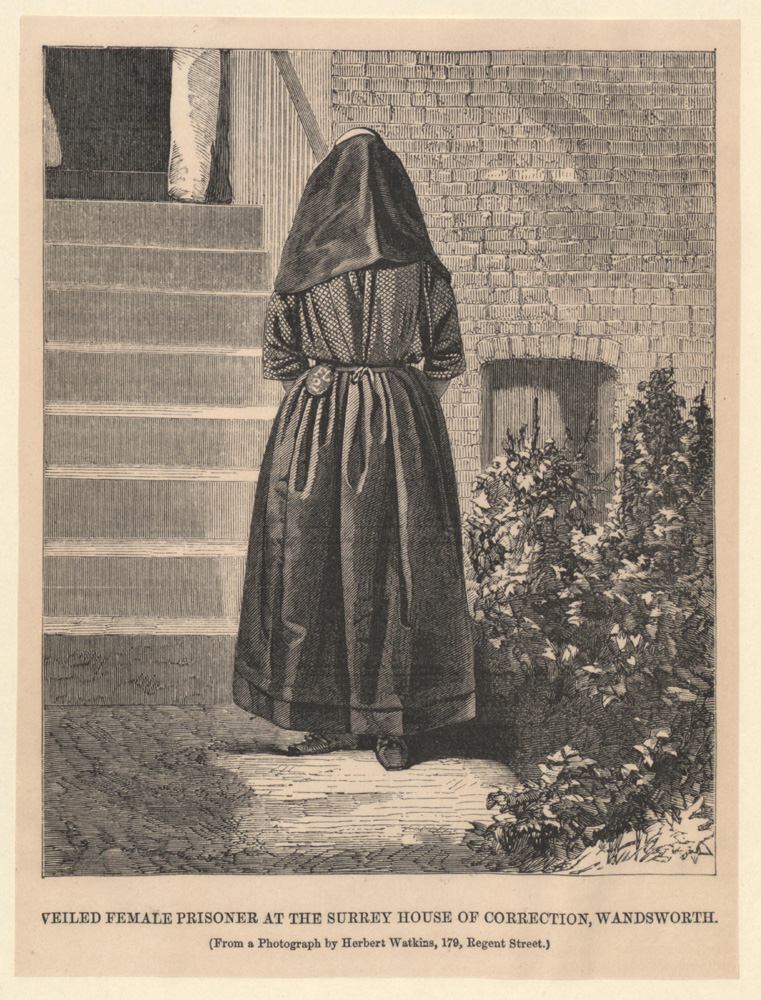
Prisonnière dans les années 1860.

La prison fut construite en 1820 pour servir de maison de correction dans le Surrey. Elle devait accueillir 175 prisonniers. Le nombre des détenus s'élevant régulièrement à 200, la surpopulation fut un problème dès la mise en service de l'établissement et, ajoutée à l’exiguïté des cellules et des conditions de détention lamentables, lui valut la réputation  d'une des prisons les plus déplorables de Londres, ce que l'introduction d'une meule à blé actionnée par des prisonniers, une première en matière carcérale à l'époque (1821), ne fit qu'empirer. 
Les conditions réservées aux femmes étaient particulièrement cruelles. Les nouvelles détenues commençaient par passer quatre mois à l'isolement avant de rejoindre les autres détenues avec lesquelles elles n'étaient pas autorisées à parler. Au fil du temps les femmes se virent octroyer plus de droits, notamment des périodes limitées de conversation, un salaire pour leur travail, du courrier et des visites.  
Les autorités s'attaquèrent finalement au problème de la surpopulation en ouvrant de nouveaux bâtiments qui pouvaient recevoir 800 prisonniers et en 1830, le gouvernement transforma l'établissement en centre pénitentiaire pour les femmes qui choisissaient la prison plutôt que la déportation vers l'Australie. Brixton accueillit également les détenues de la prison de Millbank qui étaient enceintes. 
Les conditions de détention s'améliorèrent insensiblement à partir des années 1850. Une crèche s'ouvrit pour les enfants de moins de quatre ans. À dater de 1860, les détenues furent autorisées à garder leurs enfants jusqu'à ce qu'elles aient fini de purger leur peine. 
Brixton servit de prison militaire entre 1882 et 1889 et reste aujourd'hui un centre de détention provisoire pour Londres et les zones limitrophes dites Home Counties. 
Les conditions d'incarcération demeurent difficiles, l'immunité de la couronne l'affranchissant des contraintes légales d'hygiène et de sécurité. Lorsque les cellules se referment le soir, les parties communes pullulent de rats et de souris. 
Le pas de la meule reste bien visible et le local qui servait autrefois de lieu d'exécution (pendaison) est devenue une cellule spacieuse de six lits.

## Histoire récente
Le 7 juillet 1991, deux détenus appartenant à l'IRA, Pearse McAuley and Nessan Quinlivan, réussirent à s'échapper en neutralisant un gardien. Ils escaladèrent le mur d'enceinte, détournèrent la voiture d'un membre du personnel et réussirent à atteindre la station de métro de Baker Street. De là ils se réfugièrent en Irlande . 
En octobre 1999, le ministre chargé des prisons, Paul Boateng, dut se rendre de toute urgence à Brixton à la suite d'une épidémie de tentatives de suicide dans les quartiers hospitaliers de la prison. Il promit ensuite d'augmenter le personnel de l'unité de soin
Un mois plus tard, Boateng menaça de privatiser Brixton si la direction ne réformait pas le régime et les conditions de détention. Au printemps 2000, une inspection surprise menée par l'Inspection des prisons  de Sa Majesté Élisabeth II eut pour effet d'obliger le responsable de la direction des prisons à venir constater les conditions lamentables dans lesquelles étaient hébergés les détenus souffrant de maladies mentales.  
Le gouverneur fut suspendu le jour même, pour se retrouver muté à la direction de la maison d'arrêt de Downview quelques semaines plus tard. L'inspection montra que les carillons des sonnettes d'alarme des cellules avaient été désactivés par le personnel qui ne voulait pas être dérangé pendant ses heures de permanence et seule une petite veilleuse s'allumait en cas d'appel.  En août 2000, les fonctionnaires employés dans les maisons d'arrêt du pays tout entier débrayèrent sans préavis lorsque le gouvernement proposa de privatiser  Brixton. Le projet de privatisation fut ensuite abandonné et Brixton demeure un établissement public. 
En janvier 2001, un rapport d'inspection de l'Inspection générale des prisons de Sa Majesté Elizabeth II dénonça les conditions dans la maison d'arrêt. Le rapport affirmait que le personnel avait falsifié des documents et tenté de saboter la tâche des inspecteurs. Il dénonçait aussi la qualité des soins et les tensions raciales.
En juin 2004, un nouveau rapport d'inspection fit cette fois l'éloge des réformes effectuées au sein de la maison d'arrêt, Il mettait l'accent sur la qualité des rapports entre détenus et gardiens et sur l'encadrement des nouveaux venus. Le rapport néanmoins soulignait aussi la surpopulation dans l'établissement, obstacle majeur, selon les rédacteurs, à de plus amples améliorations des conditions de détention. Un autre rapport daté du mois de juin 2006 notait de nouveau que le manque d'infrastructures ralentissait le progrès des réformes dans la maison d'arrêt. Les carences en ce qui concernait les cuisines, les soins médicaux et les équipements sportifs étaient particulièrement critiquées.
En octobre 2008,  l'inspecteur en chef des prisons adressa une remontrance selon laquelle  de nombreux détenus de la maison d'arrêt consommaient de la drogue, suscitant de violents affrontements entre bandes rivales. Il signalait également que l'établissement était infesté de vermine